# Liste der Monuments historiques in Limeil-Brévannes
Die Liste der Monuments historiques in Limeil-Brévannes führt die Monuments historiques in der französischen Stadt Limeil-Brévannes auf.

## Liste der Bauwerke
| Bezeichnung                                                        | Beschreibung | Standort                   | Kennzeichnung | Schutzstatus | Datum     | Bild           |
| ------------------------------------------------------------------ | ------------ | -------------------------- | ------------- | ------------ | --------- | -------------- |
| Ehemaliges Château de Brévannes, heute Teil des Hôpital Émile-Roux |              | 1, avenue de Verdun (Lage) | PA00079884    | Inscrit      | 1980 2002 | weitere Bilder |